# Светий Юрій (Рогашовці)
Светий Юрій (словен. Sveti Jurij) — поселення в общині Рогашовці, Помурський регіон, Словенія. Висота над рівнем моря: 236 м.